# HP Xpander

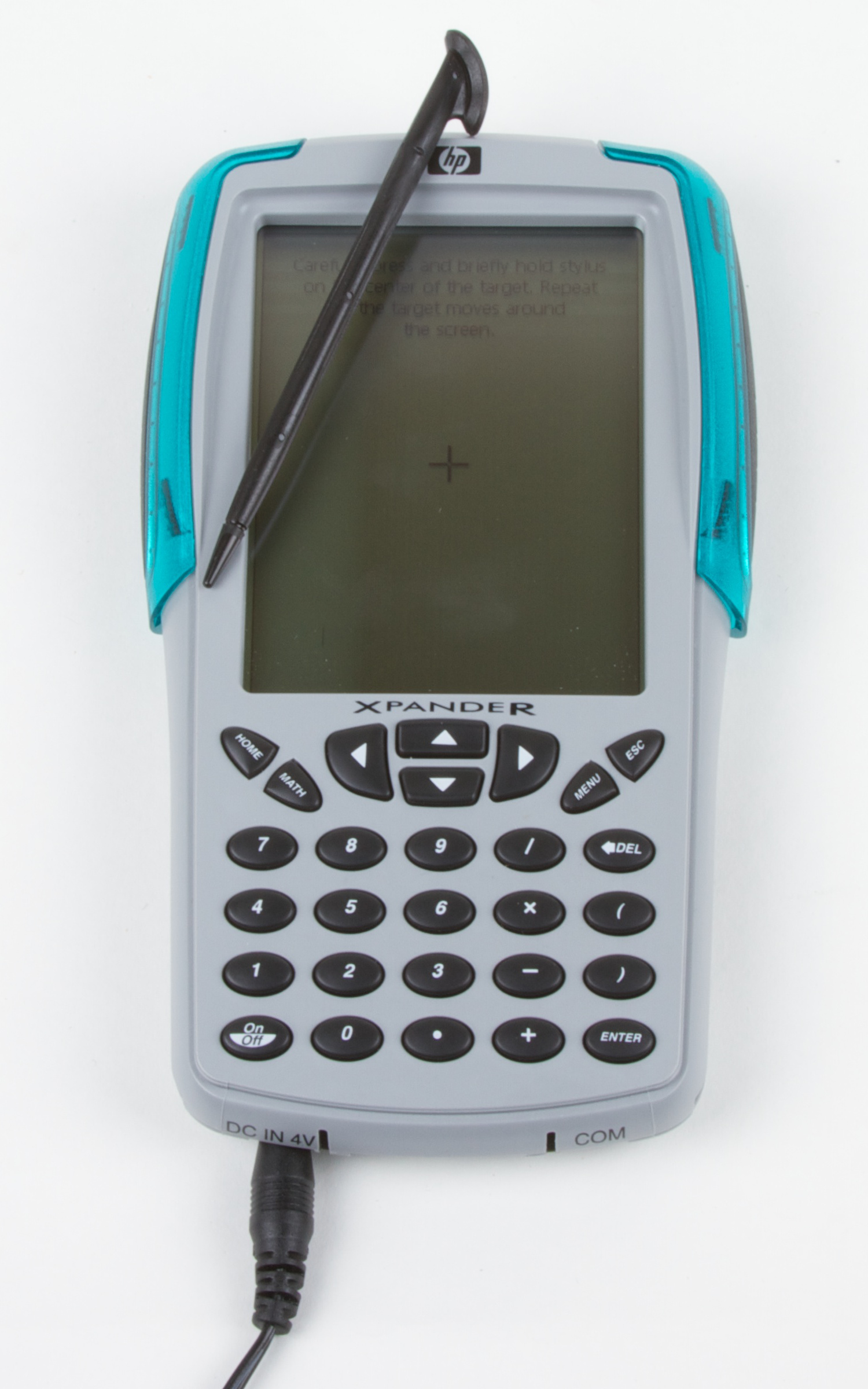
HP Xpander

HP Xpander (F1903A)、別名 "Endeavour" は、2002年のヒューレット・パッカードの最新グラフ電卓になるはずだった。しかし、その計画は量産に入る予定だった数か月前の2001年11月に中止された。
この電卓はキーボードとペンによるインターフェースの両方を持ち、測定された大きさは 162.6 mm × 88.9 mm × 22.9 mm であり、大きなグレースケールの画面を搭載していた。そして、2本の充電式単三電池で動作した。灰色の筐体と拡張スロットの上にかぶせる半透明の緑色のカバーが付属していた。
OS は Windows CE 3.0 であった。8 MB RAM、16 MB ROM、Geometry（幾何学）アプリケーション、240×320画素のディスプレイ、Hitachi SH3プロセッサー、そして e-lesson を搭載していた。Xpander において明らかに不足しているものの一つは、数式処理システム（CAS）の欠落であった。

## Math Xpander
Xpander の中止後、HP は Windows CE 搭載の Pocket PC デバイス上で動作する無償アプリケーションとして、Math Xpander と名付けた Xpander のソフトウェアを配布することを決定した。Xpander のソフトウェア設計に関わった Saltire Software が配布を行った。